# Захаров, Михаил Егорович
Михаил Егорович Захаров (1918—2001) — советский хозяйственный, государственный и политический деятель, Герой Социалистического Труда (1966).

## Биография
Родился в 1918 году в деревне Лучинское Московской губернии. Член КПСС с 1943 года.
С 1939 года — на хозяйственной, общественной и политической работе. В 1939—1980 гг. — токарь завода имени Серго Орджоникидзе, участник Великой Отечественной войны, токарь Подольского машиностроительного завода имени Орджоникидзе Министерства тяжёлого, энергетического и транспортного машиностроения СССР.
Указом Президиума Верховного Совета СССР от 9 июля 1966 года присвоено звание Героя Социалистического Труда с вручением ордена Ленина и золотой медали «Серп и Молот».
Избирался депутатом Верховного Совета РСФСР 6-го созыва. Кандидат в члены КПСС в 1961—1971 гг., член ЦК КПСС с 1971 года.
Вышел на пенсию в 1989 году.
Умер в 2001 году.